# Pseudonautia piperina
Pseudonautia piperina är en insektsart som beskrevs av Marius Descamps 1983. Pseudonautia piperina ingår i släktet Pseudonautia och familjen Romaleidae. Inga underarter finns listade i Catalogue of Life.